# Strada statale 248 Schiavonesca-Marosticana
La ex strada statale 248 Schiavonesca-Marosticana (SS 248), ora strada provinciale 248 Schiavonesca-Marosticana (SP 248), è una strada provinciale italiana che collega Vicenza a Nervesa della Battaglia, attraversando la zona pedemontana che va dal capoluogo berico al Montello.

## Il percorso
L'arteria comincia all'altezza dell'ospedale San Bortolo procedendo verso nord. Transita per Povolaro, Passo di Riva, Sandrigo, Ancignano, Schiavon, Longa e giunge a Marostica, dove piega verso est; dopo Marsan sfiora il centro di Bassano del Grappa, quindi continua sino a Mussolente ed entra in provincia di Treviso presso San Zenone degli Ezzelini; tocca Onè di Fonte, passa ai piedi di Asolo, in località Fornaci e prosegue in località Casella, quindi raggiunge Crespignaga, Coste, Maser e Caerano di San Marco, attraversando il centro di Montebelluna. Alcuni tratti di tale sezione videro, fra il 1913 e il 1931, la presenza del binario della Tranvia Montebelluna-Asolo, una linea a trazione elettrica che rappresentò al tempo un importante strumento di sviluppo per l'economia della zona.
La strada prosegue per Venegazzù, Volpago del Montello, Selva del Montello, Giavera del Montello, Bavaria e Nervesa della Battaglia; conclude il suo tragitto immettendosi nella Pontebbana presso il Piave, all'altezza di Bidasio.
In seguito al decreto legislativo n. 112 del 1998, dal 1º ottobre 2001 la gestione è passata dall'ANAS alla Regione Veneto che ha provveduto al trasferimento al demanio della Provincia di Vicenza e della Provincia di Treviso per le tratte territorialmente competenti; nello stesso anno la Provincia di Vicenza ha delegato le competenza alla società Vi.abilità, mentre dal 20 dicembre 2002 la Provincia di Treviso ha delegato le competenze alla società Veneto Strade.
Nel 2017 la Provincia di Treviso si è ripresa la sua tratta di competenza.
Fra il 1910 e il 1961 un tratto della strada fu interessato dalla presenza del binario della tranvia Vicenza-Bassano del Grappa, che contribuì in maniera determinante all'industrializzazione delle località servite.

### Piani Urbani del Traffico
La viabilità della ex statale è stata modificata nel corso degli anni nelle città di Bassano del Grappa e di Montebelluna per decongestionare il traffico nelle zone centrali della città tramite la creazione di un Piano Urbano del Traffico (P.U.T.). In particolare nella città di Montebelluna che dal 7 ottobre 2013 ha realizzato sul percorso  che spaccava in due la città un centro pedonale, facendo di conseguenza circolare il traffico tutt'intorno al centro cittadino.

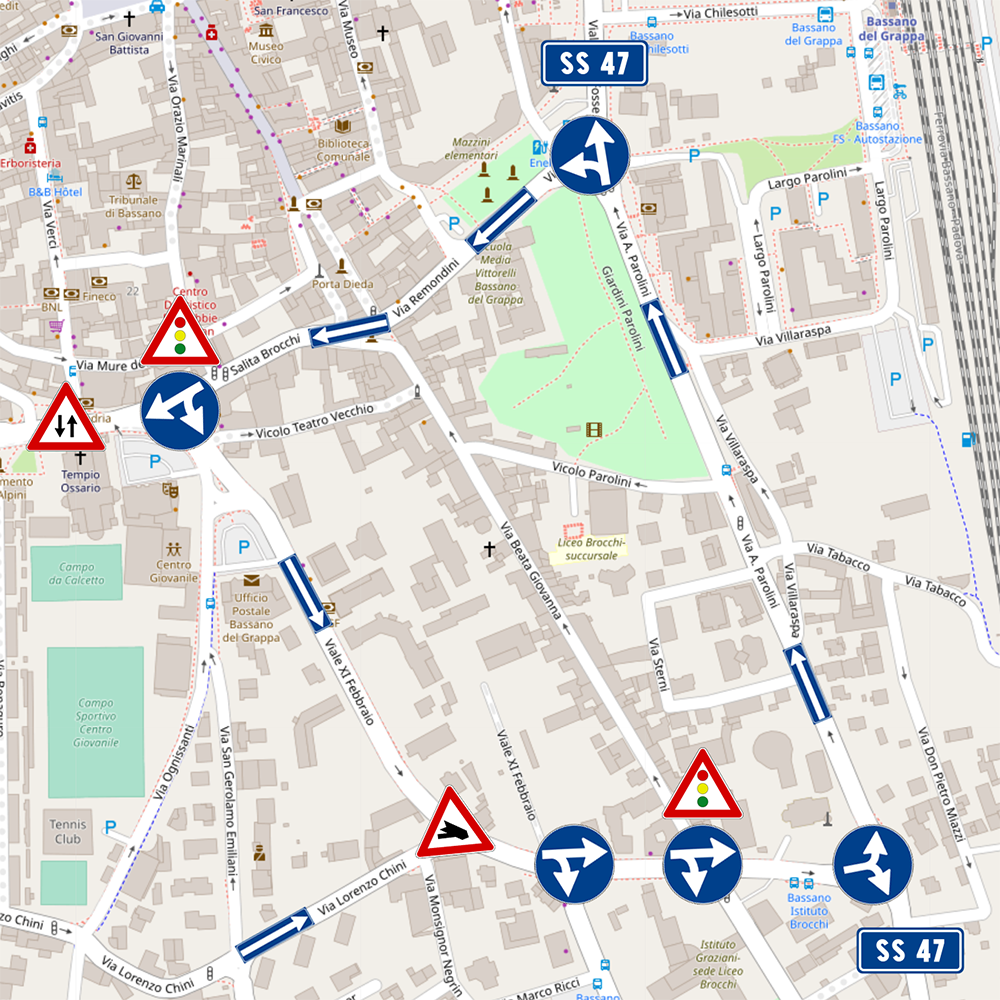
Piano Urbano del Traffico di Bassano del Grappa
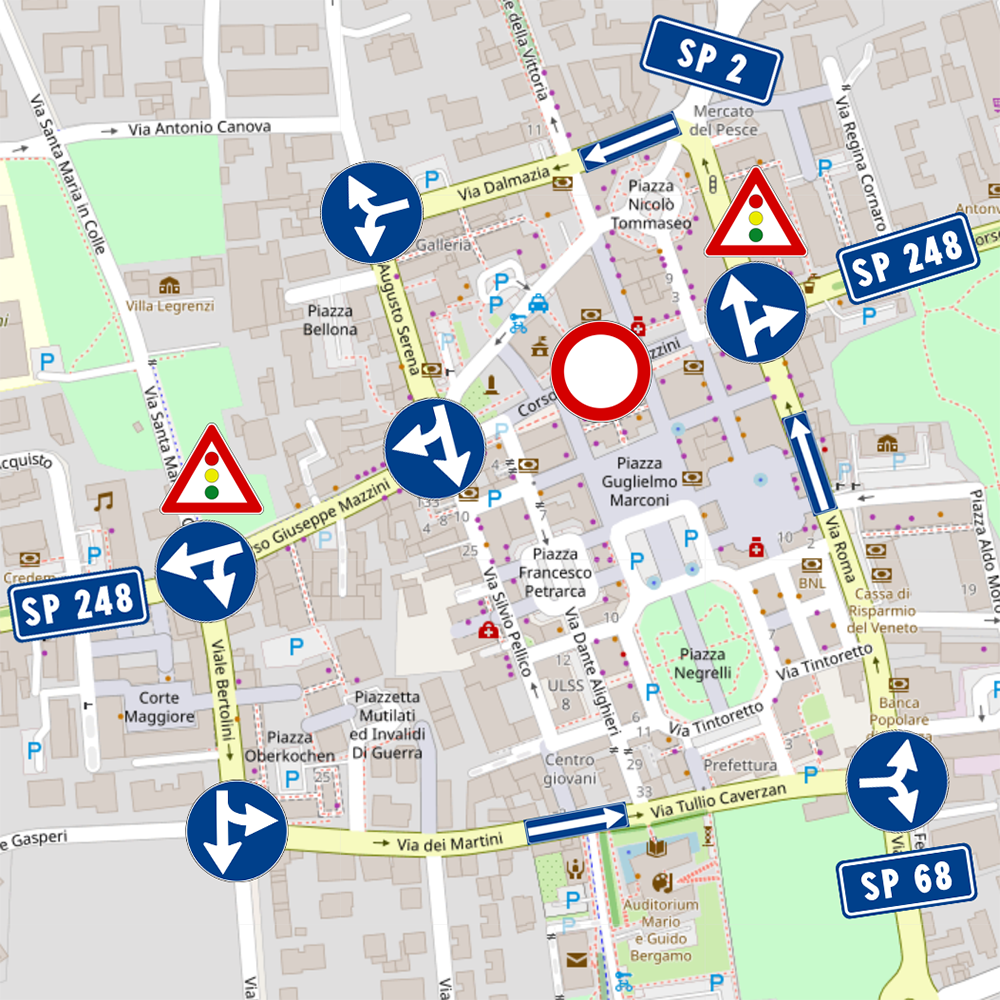
Piano Urbano del Traffico di Montebelluna

## Tabella del percorso dettagliata
| Schiavonesca Marosticana | |            |                           |           |
| Tipo                     | Indicazione | ↓km↓       | Comune                    | Provincia |
|                          | Viale Bartolomeo D'Alviano Viale Fratelli Bandiera Ospedale San Bortolo di Vicenza                                                                                        | 0,0        | Vicenza                   | VI        |
|                          | Via Castelfidardo Via Monte Asolone | 0,4        | Vicenza                   | VI        |
|                          | Viale Jacopo dal Verme Via Cricoli | 0,8        | Vicenza                   | VI        |
|                          | Lobbia Caldogno | 4,5        | Vicenza                   | VI        |
|                          | Pilastroni Zona Industriale Cavazzale | 6,4        | Dueville                  | VI        |
|                          | Cavalcavia sulla ferrovia Vicenza Schio | 7          | Dueville                  | VI        |
|                          | Povolaro Corvo Dueville - Montecchio Precalcino | 3,1        | Dueville                  | VI        |
|                          | Autostrada A31 della Valdastico - Casello di Dueville Centro Commerciale                                                                                                  | 9,2        | Dueville                  | VI        |
|                          | Cavalcavia della Autostrada A31 della Valdastico | 9,6        | Dueville                  | VI        |
|                          | Via Alcide de Gasperi Via S. Maria | 10         | Dueville                  | VI        |
|                          | Via Forni Girolamo Montecchio Precalcino | 11         | Dueville                  | VI        |
|                          | Ponte sul fiume Astico | -          | Sandrigo                  | VI        |
|                          | Zona industriale e artigianale Sandrigo | 11,4       | Sandrigo                  | VI        |
|                          | San Sisto Via Azzone Sesso | 12,4       | Sandrigo                  | VI        |
|                          | Via Ognissanti Viale Ippodromo | 13,2       | Sandrigo                  | VI        |
|                          | Soella Bressanvido | 16,2       | Sandrigo                  | VI        |
|                          | Schiavon Breganzina Mason Vicentino | 19,7       | Schiavon                  | VI        |
|                          | Superstrada Pedemontana Veneta - Casello di Marostica (tramite via Fosse)                                                                                                 | 21,5       | Mason Vicentino           | VI        |
|                          | Nuova Gasparona Thiene - Bassano Zona industriale e artigianale Marostica                                                                                                 | 23,4       | Pianezze                  | VI        |
|                          | Passaggio in galleria della Superstrada Pedemontana Veneta | 23,4       | Pianezze                  | VI        |
|                          | Via Campo Sportivo Nove Nove | 25,1       | Marostica                 | VI        |
|                          | Viale Stazione Castello/Mura di Marostica | 25,6       | Marostica                 | VI        |
|                          | Rameston Crosara Via dei Ciliegi | 25,9       | Marostica                 | VI        |
|                          | Via Giovanni Paolo II Cimitero di Marostica | 26,2       | Marostica                 | VI        |
|                          | Fratellanza Valrovina | 28         | Bassano del Grappa        | VI        |
|                          | Bassanese | 29,7       | Bassano del Grappa        | VI        |
|                          | Viale Palladio Viale Aldo Moro | 30,5       | Bassano del Grappa        | VI        |
|                          | Viale Armando Diaz Viale Scalabrini | 31,6       | Bassano del Grappa        | VI        |
|                          | Ponte sul fiume Brenta | -          | Bassano del Grappa        | VI        |
|                          | Granella Cartigliano Viale Alcide De Gasperi | 32         | Bassano del Grappa        | VI        |
|                          | Inizio del Piano Urbano del Traffico (P.U.T.) di Bassano | 32,2       | Bassano del Grappa        | VI        |
|                          | Valsugana Trento - Rosà - Cittadella - Padova | 33         | Bassano del Grappa        | VI        |
|                          | Via Remondini (ritorno a rotonda del Duomo Ossario) Fine del Piano Urbano del Traffico (P.U.T.) di Bassano                                                                | 33,5       | Bassano del Grappa        | VI        |
|                          | Stazione F.S. di Bassano del Grappa Parcheggio "Le Piazze" | 33,6 33,7  | Bassano del Grappa        | VI        |
|                          | Centro storico di Bassano del Grappa Valsugana Trento | 33,8       | Bassano del Grappa        | VI        |
|                          | Cavalcavia sulla ferrovia Trento Bassano | 34         | Bassano del Grappa        | VI        |
|                          | Via IV Armata Via Bernucci | 34,2       | Bassano del Grappa        | VI        |
|                          | Via Monte Asolone Via Gaidon | 34,7       | Cassola                   | VI        |
|                          | Viale San Giuseppe San Giuseppe di Cassola |            | Cassola                   | VI        |
|                          | Tangenziale di Bassano Trento - Rosà - Cittadella - Padova (tramite Circonvallazione di San Giuseppe) Via Arturo Toscanini San Giuseppe Via Cà Cornaro Centro Commerciale | 35,8       | Cassola                   | VI        |
|                          | San Giacomo (di Romano) Ezzelina Romano d'Ezzelino-Cassola | 36,5       | Romano d'Ezzelino         | VI        |
|                          | Mussolente Volon Borso del Grappa - Cassola | 39         | Mussolente                | VI        |
|                          | San Zenone degli Ezzelini Castello Bessica - Crespano del Grappa | 42,2       | San Zenone degli Ezzelini | TV        |
|                          | Fonte (Onè di Fonte) di Fonte Castello di Godego - Loria - Paderno del Grappa                                                                                             | 44,6       | Fonte                     | TV        |
|                          | Supermercato | 45,3       | Fonte                     | TV        |
|                          | Pradazzi Possagno - Castelcucco [ Pradazzi Riese Pio X - Vallà ] | 47         | Asolo                     | TV        |
|                          | Centro Storico di Asolo Pradazzi Riese Pio X - Vallà | 47,7       | Asolo                     | TV        |
|                          | Rocca di Asolo Asolana Castelfranco Veneto - Altivole | 48,7       | Asolo                     | TV        |
|                          | Via Caldiroro Coste Via Alcide De Gasperi | 52,2       | Maser                     | TV        |
|                          | Mostaccin Maser - Monfumo | 53,5       | Maser                     | TV        |
|                          | Inizio zona traffico limitato per autocarri (dir. Montebelluna) di Caerano Cornuda - Castelfranco Veneto ( Direzione obbligatoria per autocarri dir. Montebelluna)        | 54,6       | Caerano di San Marco      | TV        |
|                          | Via Piave Visa S. Marco | 55,1       | Caerano di San Marco      | TV        |
|                          | Via Madonnette Via Mazzini ( Diadora S.p.A.) | 56,1       | Caerano di San Marco      | TV        |
|                          | Via Foresto Mercato Vecchio di Vedelago Vedelago - Castelminio - Resana                                                                                                   | 57,7       | Montebelluna              | TV        |
|                          | Ospedale San Valentino di Montebelluna Via Ospedale | 58,2       | Montebelluna              | TV        |
|                          | Inizio del Piano Urbano del Traffico (P.U.T.) di Montebelluna Centro Cittadino di Montebelluna                                                                            | 58,8       | Montebelluna              | TV        |
|                          | Via San Gaetano San Gaetano | 58,9       | Montebelluna              | TV        |
|                          | di Istrana Trevignano - Istrana - Badoere | 59,3       | Montebelluna              | TV        |
|                          | Proseguimento del P.U.T. (ricongiungimento con semaforo d'inizio P.U.T.) Erizzo Biadene - Crocetta del M.llo - Valdobbiadene                                              | 59,6 + 0,1 | Montebelluna              | TV        |
|                          | Fine del Piano Urbano del Traffico (P.U.T.) di Montebelluna Centro Cittadino di Montebelluna                                                                              | 59,6       | Montebelluna              | TV        |
|                          | di Montebelluna Treviso - fraz. di Trevignano Autostazione F.S. di Montebelluna Erizzo Biadene - Crocetta del M.llo - Valdobbiadene                                       | 60         | Montebelluna              | TV        |
|                          | Passaggio a livello ferrovia Belluno Treviso (futuro sottopasso previsto dal progetto S.F.M.R.)                                                                           | 60         | Montebelluna              | TV        |
|                          | Parcheggio Stazione F.S. Supermercato | 60,5       | Montebelluna              | TV        |
|                          | Feltrina Cornuda - Feltre - Paese - Treviso Erizzo Biadene - Crocetta del M.llo - Valdobbiadene Zona industriale Montebelluna SUD                                         | 61         | Montebelluna              | TV        |
|                          | Fine zona traffico limitato per autocarri Feltrina Cornuda - Feltre | 61,3       | Montebelluna              | TV        |
|                          | Centro Commerciale Via Caonada Caonada | 61,5       | Montebelluna              | TV        |
|                          | Venegazzù - Bosco Montello Superstrada Pedemontana Veneta - Casello di Montebelluna Est - Volpago (tramite via Cal Trevigiana)                                            | 63,5       | Volpago del Montello      | TV        |
|                          | Villa Spineda Gasparini Loredan Zona industriale Volpago del Montello | 64         | Volpago del Montello      | TV        |
|                          | Volpago del Montello della Val del Sasso Murada - Bosco Montello | 65,5       | Volpago del Montello      | TV        |
|                          | della Val del Sasso Murada Merlengo - Treviso Viale Venezia (ex stazione F.S. di Volpago linea Montebelluna Susegana)                                                     | 65,8       | Volpago del Montello      | TV        |
|                          | di Volpago Camalò - Ponzano Veneto - Treviso | 67         | Volpago del Montello      | TV        |
|                          | Selva del Montello - Bosco Montello Via Luigi Pastro | 67,7       | Volpago del Montello      | TV        |
|                          | Giavera - Bosco Montello di Bolè Cusignana - Povegliano | 69,4       | Giavera del Montello      | TV        |
|                          | di Destra Piave Spresiano - Maserada sul P. - Zenson di P. | 70,3       | Giavera del Montello      | TV        |
|                          | Bavaria Via Mario Fiore | 71,7       | Nervesa della Battaglia   | TV        |
|                          | Dorsale del Montello Sacrario militare del Montello | 74,4       | Nervesa della Battaglia   | TV        |
|                          | Nord Montello Crocetta del Montello - Santa Croce di Arcade Arcade - Povegliano                                                                                           | 74,8       | Nervesa della Battaglia   | TV        |
|                          | di Nervesa Zona industriale Bidasio |            | Nervesa della Battaglia   | TV        |
|                          | Pontebbana Conegliano - Sacile - Pordenone - Udine - Tarvisio Pontebbana Spresiano - Treviso - Mogliano - Mestre - Venezia                                                | 78,7 79    | Nervesa della Battaglia   | TV        |
|                          | Ponte sul Fiume Piave | -          | Ponte della Priula        | TV        |